# Beretinec
Beretinec es un municipio de Croacia en el condado de Varaždin.

## Geografía
Se encuentra a una altitud de 189 m s. n. m. a 86 km de la capital nacional, Zagreb.

## Demografía
En el censo 2011, el total de población del municipio fue de 2179 habitantes, distribuidos en las siguientes localidades:
- Beretinec - 1 040
- Črešnjevo - 766
- Ledinec - 175
- Ledinec Gornji - 196

| Gráfica de población de Beretinec 1857-2011                         |
|                                                                     |
| Según los censos de población de la oficina estadística de Croacia. |